# Szreńsk
Szreńsk è un comune rurale polacco del distretto di Mława, nel voivodato della Masovia.
Ricopre una superficie di 109,66 km² e nel 2004 contava 4 601 abitanti.